# 迪格滕

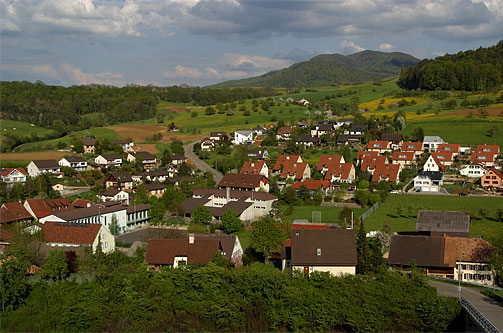

迪格滕是瑞士的城鎮，位於該國北部，由巴塞爾鄉村州負責管轄，面積9.64平方公里，海拔高度469米，2012年人口1,562，六成半人口信奉基督教，人口密度每平方公里162人。

## 外部連結
- Official website （页面存档备份，存于） （德文）